# Lista cluburilor de fotbal din România pe județe
Pe această pagină găsiți toate cluburile românești care au jucat în ligile naționale din România (liga I, II, III), Austro-Ungaria/Ungaria (liga 1, 2, 3), Imperiul Otoman, Bulgaria sau Imperiul Rus, după locul de reședință.
Pe prima coloană prenumele ca nume fondator în română, pe a doua coloană numele așa cum figura în documentele vremii (dacă orașul nu aparținea României la acea vreme), pe coloana a treia data înființării, în paranteză – clubul polisportiv, în exterior – secția de fotbal a clubului, pe coloana a patra data la care a fost dizolvat clubul (dacă este cazul), iar pe coloana a cincea locul cel mai bun pe care l-a ocupat în liga cea mai înaltă.

## Județul Alba

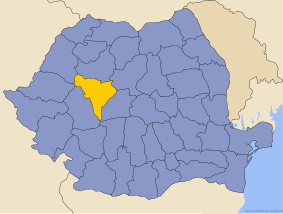

| Nume (în românește)    | Nume Oficial/Inițial  | Data Înființării | Data Desființării | Cel mai bun loc |
| ---------------------- | --------------------- | ---------------- | ----------------- | --------------- |
| CS Metalurgistul Cugir | Metalurgistul Cugir   | 1939             | -                 | Liga a II-a 5   |
| CS Ocna-Mureș          | Soda Ocna-Mureș       | 2018             | -                 | Liga III 16     |
| Unirea Alba Iulia      | Unirea Mihai Viteazul | 1924             | -                 | Liga I 6        |

## Județul Arad

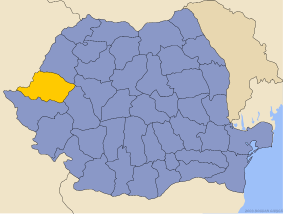

| Nume (în românește)                                           | Nume Oficial/Inițial                             | Data Înființării | Data Desființării | Cel mai bun loc |
| ------------------------------------------------------------- | ------------------------------------------------ | ---------------- | ----------------- | --------------- |
| ACB Ineu                                                      | AS Victoria Ineu                                 | 1920             | -                 | Liga II 9       |
| ACU Arad                                                      | -                                                | 1995             | 2011              | Liga II 13      |
| AMEFA Arad                                                    | Aradi Munkás Testedző Egylet                     | 1910             | 2006              | Liga I 2        |
| Asociația de Gimnastică Arad                                  | Aradi Torna Egyesulet                            | (1879)1911       | 1919              | Liga 2 2        |
| Asociația Sportivă a Lucrătorilor Poștali și de Telegraf Arad | Aradi Posta-és Távírdatisztviselők Sport Egylete | 1908             | 1910              | Liga 2 6        |
| Cercul de Exerciții Arad                                      | Aradi Testgyakorlók Köre                         | 1906             | 1913              | Liga 2 6        |
| Club Atletic Arad                                             | Aradi Atlétikai Club Aradi AC                    | (1899)1903       |                   | Liga 2 1        |
| Clubul de Gimnastică Arad                                     | Aradi Torna Club                                 | 1899             | -                 | Liga 2 9        |
| CS Crișul Chișineu-Criș                                       | Strungul Chișineu Criș                           | 1954             | -                 | Liga III 2      |
| Sport Club Arad                                               | Aradi Sport Club                                 | 1910             |                   | Liga 2 5        |
| Gloria CFR Arad                                               | Gloria Arad                                      | 1913             | 2014              | Liga I 2        |
| CS Național Sebiș                                             | Sebișana Sebiș                                   | 1922             | -                 | Liga III 2      |
| Progresul Pecica                                              | Steaua Roșie Pecica                              | 1949             | -                 | Liga III: 4     |
| CS Șoimii Lipova                                              | Șoimii Lipova                                    | 1974             |                   | Liga III: 1     |
| CS Șoimii Pâncota                                             | Spartak Pâncota                                  | 1938             | 2016              | Liga II 9       |
| FC UTA Arad                                                   | Intreprinderea Textile Arad                      | 1946             | -                 | Liga I 1        |

## Județul Argeș

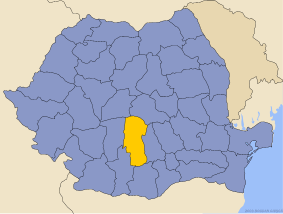

| Nume (în românește)           | Nume Oficial/Inițial  | Data Înființării | Data Desființării | Cel mai bun loc     |
| ----------------------------- | --------------------- | ---------------- | ----------------- | ------------------- |
| FC Argeș Pitești              | Dinamo Pitești        | 1953             | -                 | Liga I 1            |
| FC Dacia Pitești              | Metalul Colibași      | 1953             | 2001              | Liga III(1993–94) 1 |
| CS Mioveni                    | AS Mioveni 2000       | 2000             | -                 | Liga I 16           |
| Inter Câmpulung               | Muscelul Câmpulung    | 1947             | -                 | Liga II 14          |
| Internațional Curtea de Argeș | Internațional Pitești | 2000             | 2011              | Liga I 12           |
| ACS Unirea Bascov             | AS Valea Ursului      | 2007             | -                 | Liga III 9          |

## Județul Bacău

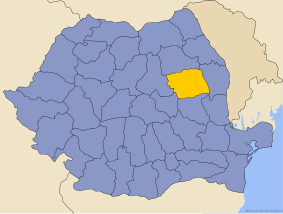

| Nume (în românește) | Nume Oficial/Inițial | Data Înființării | Data Desființării | Cel mai bun loc |
| ------------------- | -------------------- | ---------------- | ----------------- | --------------- |
| CS Aerostar Bacău   | Aripile Bacău        | 1977             | -                 | Liga II 9       |
| FCM Bacău           | Dinamo Bacău         | 1950             | 2020              | Liga I 4        |
| CSM Borzești        | -                    | 1975             | 1994              | Liga III 1      |
| FCM Dinamo Onești   | -                    | 1994             | 2015              | Liga I 14       |
| ACS Gauss Bacău     | Mesagerul Bacău      | 2006             | -                 | Liga III 1      |
| CSM Moinești        | Petrolul Moinești    | 1948             | -                 | Liga III 1      |

## Județul Bihor

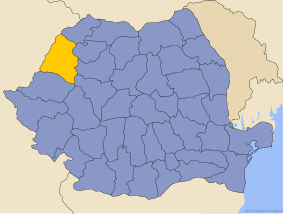

| Nume (în românește)                                     | Nume Oficial/Inițial                           | Data Înființării | Data Desființării | Cel mai bun loc    |
| ------------------------------------------------------- | ---------------------------------------------- | ---------------- | ----------------- | ------------------ |
| Asociația de Gimnastică a Muncitorilor Stăruința Oradea | Törekvés Munkás Testedzők Egyesülete Nagyvárad | 1912             | 1958              | Liga I Sferturi    |
| Asociația Sportivă Oradea                               | Nagyváradi Sport Egyesület                     | 1906             | 1913              | Liga 2 3           |
| Club Atletic Oradea                                     | Nagyváradi Atletic Club                        | 1910             | -                 | Liga I 1, Liga 1 1 |
| Clubul de Gimnastică Căile Ferate Maghiare Oradea       | Nagyváradi MÁV Torna Klub                      | 1943             | 1945              | Liga 2 3           |
| Clubul de Scrimă Bihor                                  | Bihari Vívók Clubja                            | 1912             | 1914              | Liga 2 6           |
| Crișana Oradea                                          |                                                | 1929             | 1954              | Liga I 3-4         |
| CS Bihorul Beiuș                                        | Aurora Beiuș                                   | 1921             | -                 | Liga III 9         |
| Lotus Băile Felix                                       | CSC Sânmartin                                  | 2009             | -                 | Liga III 6         |
| Luceafărul Oradea                                       | -                                              | 2001             | -                 | Liga II 8          |
| CS Oșorhei                                              | Tricolorul Alparea                             | 2000             | -                 | Liga III 3         |
| Fotbal Club Bihor Oradea                                | Crișul Oradea                                  | 1958             | 2016              | Liga I 7           |
| Înțelegerea Oradea                                      | Nagyváradi Egyetértés SC                       | 1912             | 1941              | Liga 2 8           |
| Liberty Oradea                                          | Liberty Salonta                                | 2003             | 2017              | Liga II 1          |
| Olimpia Salonta                                         | Nagyszalontai SC                               | 1911             | -                 | Liga III 2         |
| Sport Club Oradea                                       | Nagyváradi Sport Club                          | 1912             | 1914              | Liga 2 5           |

## Județul Bistrița-Năsăud

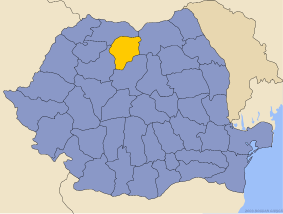

| Nume (în românește)                      | Nume Oficial/Inițial           | Data Înființării | Data Desființării | Cel mai bun loc |
| ---------------------------------------- | ------------------------------ | ---------------- | ----------------- | --------------- |
| Gloria Bistrița-Năsăud                   | 1. FC Gloria Bistrița          | 2018             |                   | Liga a III-a 3  |
| Asociația Sportivă Maghiară din Bistrița | Besztercei Magyar Sport Egylet | 1942             | 1945              | Liga 2 8        |
| Asociația Sportivă de Gimnastică Beclean | Bethleni STE                   | 1943             | 1945              | Liga 312        |

## Județul Botoșani

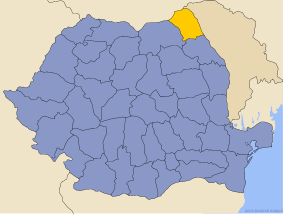

| Nume (în românește) | Nume Oficial/Inițial | Anul Înființării | Anul Desființării | Cel mai bun loc |
| ------------------- | -------------------- | ---------------- | ----------------- | --------------- |
| FC Botoșani         | CS Botoșani          | 2001             | -                 | Liga I 4        |
| FCM Dorohoi         | -                    | 2010             | 2015              | Liga II 7       |

## Județul Brașov

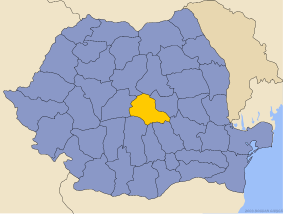

| Nume (în românește)   | Nume Oficial/Inițial                | Data Înființării | Data Desființării | Cel mai bun loc    |
| --------------------- | ----------------------------------- | ---------------- | ----------------- | ------------------ |
| Brașovia Brașov       | -                                   | 1914             | 1937              | Liga I Semi-finale |
| CFR Brașov            | -                                   | 1921             | 2013              | Liga I 9           |
| Colțea Brașov         | -                                   | 1920             | -                 | Liga I 1           |
| Corona Brașov         | -                                   | 2006             | 2021              | Liga I 18          |
| CSM Făgăraș           | Explosivi Făgăraș                   | 1922             | -                 | Liga II 4          |
| FC Brașov             | Uzinele Astra Brașov                | 1936             | 2017              | Liga I 2           |
| FC Brașov (2021)      | -                                   | 2021             | -                 | -                  |
| FC Forex Brașov       | -                                   | 2002             | 2011              | Liga II 2          |
| FC Precizia Săcele    | -                                   | 1950             | -                 | Liga II 2          |
| Olimpic Cetate Râșnov | FC Râșnov                           | 1930             | -                 | Liga III 7         |
| SR Brașov             | -                                   | 2017             | -                 | Liga III 2         |
| Tractorul Brașov      | Industria Aeronautică Română Brașov | 1927             | -                 | Liga II 1          |
| CS Unirea Tărlungeni  | -                                   | 1983             | 2017              | Liga III 1         |

## Județul Brăila

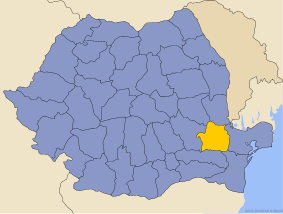

| Nume (în românește)  | Nume Oficial/Inițial | Data Înființării | Data Desființării | Cel mai bun loc |
| -------------------- | -------------------- | ---------------- | ----------------- | --------------- |
| CS Făurei            | -                    | 2002             | -                 | Liga III 8      |
| Dacia Unirea Brăila  | Dacia Brăila         | 1919             | -                 | Liga I 13       |
| Franco-Româna Brăila | -                    | 1928             | 1948              | Liga II 1       |
| Viitorul Ianca       | -                    | 2003             | -                 | Liga III 7      |

## Municipiul București

| Nume (în românește)          | Nume Oficial/Inițial                              | Data Înființării | Data Desființării | Cel mai bun loc |
| ---------------------------- | ------------------------------------------------- | ---------------- | ----------------- | --------------- |
| Bukarester FC                | -                                                 | 1912             | 1916              | Liga I 2        |
| Carmen București             | -                                                 | 1922             | 2020              | liga I 2        |
| Colentina București          | -                                                 | 1909             | 1947              | liga I 1        |
| Colțea București             | -                                                 | 1913             | 1938              | Liga I 3        |
| Daco-Getica București        | Juventus Colentina București                      | 1992             | -                 | Liga I 14       |
| FC Dinamo București          | Ciocanul București                                | 1948             | -                 | Liga I 1        |
| Faur București               | Metalul București                                 | 1935             | 2005              | Liga I 13       |
| FCSB                         | -                                                 | 2003             | -                 | Liga I 1        |
| Ciocanul București           | Maccabi București                                 | 1919             | 1948              | Liga I 7        |
| Metaloglobus București       | -                                                 | 1923             | -                 | Liga I 7        |
| Olympia București            | -                                                 | 1904             | 1946              | 1910–11 1       |
| Progresul București          | B.N.R. București                                  | 1944             | 2009              | Liga I          |
| Progresul Spartac București  | -                                                 | 2014             | -                 | Liga III 2      |
| Rapid București              | Asociația Culturală și Sportivă CFR București     | 1923             | -                 | Liga I 1        |
| Rocar București              | Asociația Sportivă a Uzinei de Autobuze București | 1953             | 2009              | 1999–00 12      |
| Româno-Americană București   | -                                                 | 1906             | 1916              | 1914–15 1       |
| Sportul Studențesc București | Sporting Club Universitar Studențesc București    | 1916             | 2017              | Liga I 2        |
| Steaua București             | Asociația Sportivă a Armatei București            | 1947             | -                 | Liga I 1        |
| Unirea Tricolor București    | Teiul București                                   | 1914             | 1958              | Liga I 1        |
| Venus București              | -                                                 | 1914             | -                 | Liga I 1        |
| Victoria București           | -                                                 | 1949             | 1990              | Liga I 3        |
| Viitorul București           | -                                                 | 1962             | 1963              | Liga I 14       |

## Județul Buzău

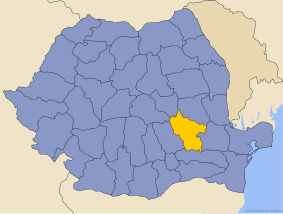

| Nume (în românește) | Nume Oficial/Inițial           | Data Înființării | Data Desființării | Cel mai bun loc |
| ------------------- | ------------------------------ | ---------------- | ----------------- | --------------- |
| FC Buzău            | -                              | 2016             | -                 | Liga II 8       |
| FC Gloria Buzău     | Clubul Sportiv Municipal Buzău | 1973             | 2016              | Liga I 5        |
| Metalul Buzău       | AS Metalul Buzău               | 1954             | -                 | Liga III 5      |
| CSM Râmnicu Sărat   | Olimpia Râmnicu Sărat          | 1966             | -                 | Liga II 17      |

## Județul Călărași

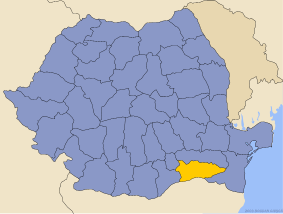

| Nume (în românește) | Nume Oficial/Inițial     | Data Înființării | Data Desființării | Cel mai bun loc |
| ------------------- | ------------------------ | ---------------- | ----------------- | --------------- |
| Dunărea Călărași    | Celuloza Călărași        | 1962             | -                 | Liga I 13       |
| Înainte Modelu      | -                        | 2009             | -                 | Liga III 6      |
| Mostiștea Ulmu      | Phoenix Ulmu             | 2005             | -                 | Liga III 2      |
| CSM Oltenița        | Șantierul Naval Oltenița | 1948             | -                 | Liga II 11      |

## Județul Caraș-Severin

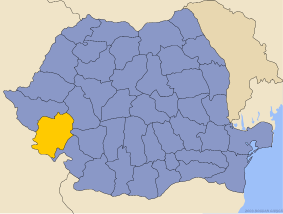

| Nume (în românește) | Nume Oficial/Inițial        | Data Înființării | Data Desființării | Cel mai bun loc |
| ------------------- | --------------------------- | ---------------- | ----------------- | --------------- |
| CS Gloria Reșița    | -                           | 1951             | 2014              | Liga II 4       |
| Muncitorul Reșița   | -                           | 1911             | 2017              | Liga III 7      |
| CSM Reșița          | Uzinele și Domeniile Reșița | 1926             | -                 | Liga I 1        |
| Viitorul Caransebeș | Scorilo Caransebeș          | 2006             | 2015              | Liga II 8       |

## Județul Cernăuți

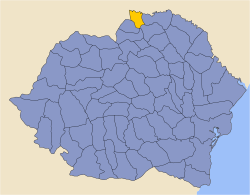

| Nume (în românește)  | Nume Oficial/Inițial                     | Data Înființării | Data Desființării | Cel mai bun loc                                   |
| -------------------- | ---------------------------------------- | ---------------- | ----------------- | ------------------------------------------------- |
| Dragoș Vodă Cernăuți | Rumänischer Fußballklub (RFK) Czernowitz | 1909             | 1946              | Liga I SF (3rd–4th), Liga I 10th(division format) |
| Jahn Cernăuți        | Czernowitzer Turn- und Sportverein Jahn  | 1903             | 1940              | Liga I SF (3–4)                                   |
| Maccabi Cernăuți     | Maccabi Czernowitz                       | 1909             | 1941              | Liga I SF (3–4)                                   |
| Polonia Cernăuți     | Polonia Czernowitz                       | 1910             | 1940              | Liga I QF (5-8)                                   |

## Județul Cluj

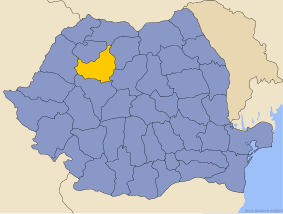

| Nume (în românește)             | Nume Oficial/Inițial                                | Anul Înființării | Anul Desființării | Cel mai bun loc     |
| ------------------------------- | --------------------------------------------------- | ---------------- | ----------------- | ------------------- |
| Academia Comercială Cluj        | Kolozsvári Kereskedelmi Akadémia Sportköre          | 1905             | 1945              | NB II 1             |
| CFR Cluj                        | Kolozsvári Vasutas Sport Club                       | 1907             | -                 | Liga I 1            |
| Clubul Atletic Universitar Cluj | Kolozsvári Egyetemi Atlétikai Club                  | (1902) 1912      | 1945              | NB II 4             |
| CSM Câmpia Turzii               | Industria Sârmei Câmpia Turzii                      | 1921             | 2021              | Liga I 12           |
| AS Colegiul de Agricultură Cluj | Kolozsvári Mezőgazdasági Főiskolai SE               | 1943             | 1945              | NB II 13            |
| Corvin Cluj                     | Kolozsvári Korvin SE                                | 1940             | 1945              | NB II 11            |
| Dermata Cluj                    | Kolozsvári Bástya SE(Bastionul Cluj)                | 1937             | 1967              | Liga I 11           |
| FC Cluj                         | Kolozsvári FC                                       | 1908             | 1910              | Liga II 4           |
| Ferar Cluj                      | Kolozsvári Atlétikai Club                           | (1880) 1904      | -                 | Liga I 6, Liga II 1 |
| Muncitorul Cluj                 | Kolozsvári Munkás Testedző Egylet                   | 1912             | 1945              | Liga II 4           |
| AS Poștașul Cluj                | Kolozsvári Postás Sport Egylet                      | 1941             | 1945              | Liga II 9           |
| Sănătatea Cluj                  | -                                                   | 1986             | -                 | Liga III 4          |
| Sticla Arieșul Turda            | Muncitorul Turda                                    | 1907             | -                 | Liga II 6           |
| Unirea Dej                      | -                                                   | 1921             | -                 | Liga II 9           |
| Unirea Jucu                     | -                                                   | 1974             | 2017              | Liga III 4          |
| Universitatea Cluj              | Societatea Sportivă a Studenților Universitari Cluj | 1919             | -                 | Liga I 2            |
| Victoria Cluj                   | -                                                   | 1920             | -                 | Liga I 2            |

## Județul Constanța

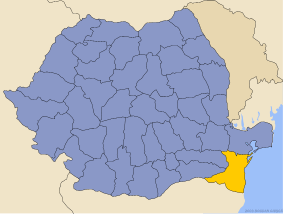

| Nume (în românește) | Nume Oficial/Inițial                       | Anul Înființării | Anul Desființării | Cel mai bun loc |
| ------------------- | ------------------------------------------ | ---------------- | ----------------- | --------------- |
| Axiopolis Cernavodă | Mercur Cernavodă                           | 1927             | -                 | Liga III 4      |
| Callatis Mangalia   | Metalul Mangalia                           | 1962             | 2015              | Liga II 9       |
| FCV Farul Constanța | Serviciul Porturi Maritime – SPM Constanța | 1920             | -                 | Liga I 5        |
| CS Medgidia         | Cimentul Medgidia                          | 1952             | -                 | Liga II 12      |
| CS Năvodari         | -                                          | 1993             | -                 | Liga II 2       |
| CSO Ovidiu          | -                                          | 2004             | -                 | Liga III 2      |
| CS Portul Constanța | SPT Constanța                              | 1930             | -                 | Liga II 11      |
| Săgeata Năvodari    | -                                          | 2010             | 2015              | Liga I 17       |
| FC Unirea Constanța | -                                          | 2021             | -                 | Liga II         |
| Viitorul Constanța  | -                                          | 2009             | 2021              | 2016–17 1       |

## Județul Covasna

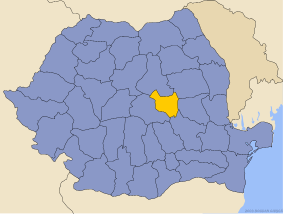

| Nume (în românește)       | Nume Oficial/Inițial                                              | Data Înființării | Data Desființării | Cel mai bun loc |
| ------------------------- | ----------------------------------------------------------------- | ---------------- | ----------------- | --------------- |
| KSE Târgu Secuiesc        | Kézdivásárhelyi Sportegyesület(Târgu Secuiesc Sports Association) | 1912             | -                 | Liga III 3      |
| Sepsi OSK Sfântu Gheorghe | -                                                                 | 2011             | -                 | 2016–17 4       |

## Județul Dâmbovița

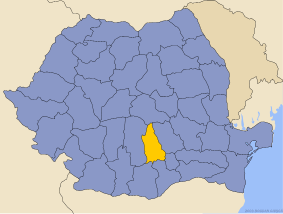

| Nume (în românește) | Nume Oficial/Inițial | Data Înființării | Data Desființării | Cel mai bun loc |
| ------------------- | -------------------- | ---------------- | ----------------- | --------------- |
| Chindia Târgoviște  | -                    | 2010             | -                 | 2016–17 7       |
| Cimentul Fieni      | -                    | 1936             | 2005              | Liga II 2       |
| Flacăra Moreni      | Astra Moreni         | 1922             | -                 | 1988–89 4       |
| FC Pucioasa         | FC Aninoasa          | 1985             | -                 | Liga III 11     |
| FCM Târgoviște      | -                    | 1948             | 2018              | Liga I 7        |

## Județul Dolj

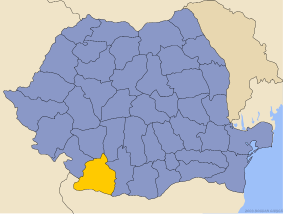

| Nume (în românește)      | Nume Oficial/Inițial | Data Înființării | Data Desființării | Cel mai bun loc |
| ------------------------ | -------------------- | ---------------- | ----------------- | --------------- |
| FC Craiova               | -                    | 1940             | 1949              | Liga I 9        |
| CSO Filiași              | -                    | 2008             | 2005              | Liga III 5      |
| CS Triumf Bârca          | FC Craiova           | 2008             | -                 | Liga III 3      |
| Universitatea Craiova    | -                    | 1948             | 1991              | 1990–91 1       |
| FC U Craiova 1948        | -                    | 1991             | -                 | Liga I 2        |
| CS Universitatea Craiova | -                    | 2013             | -                 | 2019-20 2       |

## Județul Durostor

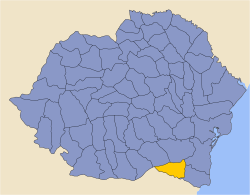

| Nume (în românește) | Nume Oficial/Inițial | Data Înființării | Data Desființării | Cel mai bun loc |
| ------------------- | -------------------- | ---------------- | ----------------- | --------------- |
| FC Dristor          | Strela Silistra      | 1902             | -                 | Liga III 12     |

## Județul Galați

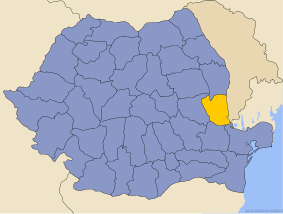

| Nume (în românește)            | Nume Oficial/Inițial | Data Înființării | Data Desființării | Cel mai bun loc |
| ------------------------------ | -------------------- | ---------------- | ----------------- | --------------- |
| Avântul Valea Mărului          | -                    | 2011             | -                 | Liga III 14     |
| Constructorul Galați           | -                    | 1950             | 1975              | Liga II 14      |
| Dacia Vasile Alecsandri Galați | -                    | 1922             | 1950              | Liga I QF (5-8) |
| CSU Dunărea de Jos Galați      | -                    | 1953             | 2020              | Liga II 4       |
| FCM Dunărea Galați             | FC Galați            | 1970             | 2014              | Liga I 18       |
| Gloria CFR Galați              | ASC Galați           | 1932             | 1970              | Liga I 10       |
| FC Metalosport Galați          | -                    | 1937             | 2018              | Liga II 1       |
| Oțelul Galați                  | -                    | 1964             | -                 | Liga I 1        |
| Sporting Liești                | -                    | 2012             | -                 | Liga III 8      |

## Județul Giurgiu

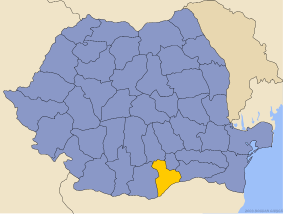

| Nume (în românește) | Nume Oficial/Inițial        | Data Înființării | Data Desființării | Cel mai bun loc |
| ------------------- | --------------------------- | ---------------- | ----------------- | --------------- |
| Astra Giurgiu       | Clubul Sportiv Astra-Română | 1921             | -                 | Liga I 1        |
| Dunărea Giurgiu     | FC Dunărea Giurgiu          | 1963             | 1975              | Liga II 5       |

## Județul Gorj

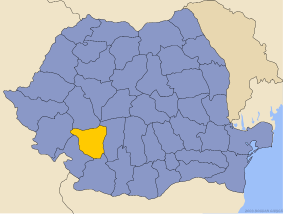

| Nume (în românește)       | Nume Oficial/Inițial | Data Înființării | Data Desființării | Cel mai bun loc |
| ------------------------- | -------------------- | ---------------- | ----------------- | --------------- |
| Pandurii Târgu Jiu        | -                    | 1921             | -                 | Liga I 2        |
| Gilortul Târgu Cărbunești | FC Dunărea Giurgiu   | 1976             | 1975              | Liga III 12     |
| Minerul Motru             | Minerul Horăști      | 1962             | -                 | Liga II 4       |
| Viitorul Târgu Jiu        | AS Șirineasa         | 1998             | -                 | Liga II 7       |

## Județul Harghita

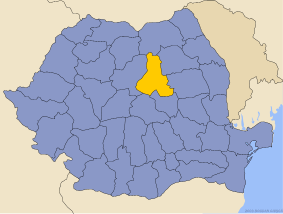

| Nume (în românește) | Nume Oficial/Inițial      | Data Înființării | Data Desființării | Cel mai bun loc |
| ------------------- | ------------------------- | ---------------- | ----------------- | --------------- |
| FK Miercurea Ciuc   | Csíkszereda               | 1904             | -                 | Liga II 5       |
| Odorheiu Secuiesc   | Textila Odorheiu Secuiesc | 1922             | -                 | Liga II 17      |

## Județul Hunedoara

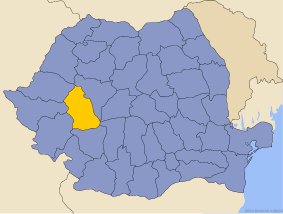

| Nume (în românește)     | Nume Oficial/Inițial                                                                              | Data Înființării | Data Desființării | Cel mai bun loc     |
| ----------------------- | ------------------------------------------------------------------------------------------------- | ---------------- | ----------------- | ------------------- |
| Aurul Brad              | Mica Brad                                                                                         | 1934             | -                 | Liga I 5            |
| CSM Deva                | Mureșul Deva                                                                                      | 1921             | -                 | Liga II 4           |
| CFR Simeria             | Piski Vasutas Sport Egylet (in Hungarian) - Asociația Sportivă Feroviară din Simeria(in Romanian) | 1909             | -                 | Liga III 3          |
| Corvinul 2005 Hunedoara | -                                                                                                 | 2005             | 2008              | 2005–06 Divizia B 6 |
| FC Corvinul Hunedoara   | Fero Sport Hunedoara                                                                              | 1921             | 2004              | Liga I 3            |
| Dacia Orăștie           | -                                                                                                 | 1935             | -                 | Liga II 11          |
| CS Hunedoara            | -                                                                                                 | 2009             | -                 | Liga III 2          |
| Jiul Petroșani          | CAM Petroșani                                                                                     | 1919             | -                 | Liga I 2            |
| Minerul Lupeni          | -                                                                                                 | 1920             | 2011              | Liga I 2            |
| Minerul Uricani         | -                                                                                                 | 1957             | -                 | Liga III 2          |
| Paroșeni Vulcan         | Minerul Paroșeni                                                                                  | 1970             | 1997              | Liga II 6           |
| CSM Vulcan              | Minerul Vulcan                                                                                    | 1921             | -                 | Liga III 14         |

## Județul Ialomița

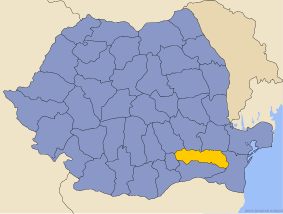

| Nume (în românește) | Nume Oficial/Inițial   | Data Înființării | Data Desființării | Cel mai bun loc |
| ------------------- | ---------------------- | ---------------- | ----------------- | --------------- |
| CSM Fetești         | Locomotiva CFR Fetești | 1945             | -                 | Liga III 3      |
| Unirea Slobozia     | Unirea Slobozia        | 1955             | -                 | Liga II 2       |
| FC Unirea Urziceni  | Aurora Urziceni        | 1954             | 2011              | Liga I 1        |
| Viitorul Axintele   | -                      | 2002             | -                 | Liga III 6      |

## Județul Iași

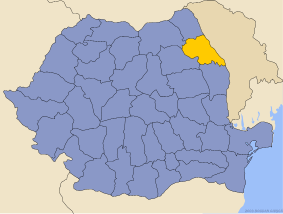

| Nume (în românește) | Nume Oficial/Inițial    | Data Înființării | Data Desființării | Cel mai bun loc |
| ------------------- | ----------------------- | ---------------- | ----------------- | --------------- |
| CSM Pașcani         | CFR Pașcani             | 1921             | -                 | Liga II 5       |
| Poli Iași (1945)    | Sportul Studențesc Iași | 1945             | 2010              | Liga I 6        |
| Poli Iași (2010)    | ACSMU Politehnica Iași  | 2010             | -                 | Liga I 6        |
| Știința Miroslava   | -                       | 2009             | -                 | Liga II 17      |

## Județul Ilfov

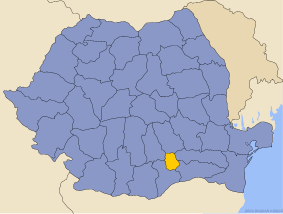

| Nume (în românește)     | Nume Oficial/Inițial    | Data Înființării | Data Desființării | Cel mai bun loc |
| ----------------------- | ----------------------- | ---------------- | ----------------- | --------------- |
| Academica Clinceni      | CS Buftea               | 2005             | -                 | Liga I 5        |
| CS Afumați              | Sportul Studențesc Iași | 2003             | -                 | Liga II 5       |
| CS Balotești            | ACSMU Politehnica Iași  | 2006             | -                 | Liga II 6       |
| ACS Berceni             |                         | 2008             | 2016              | Liga II 5       |
| CS Concordia Chiajna    | -                       | 1957             | -                 | Liga I 9        |
| CS Otopeni              | -                       | 2001             | 2013              | Liga I 17       |
| SC Popești-Leordeni     | CS Popești-Leordeni     | 2011             |                   | Liga III 5      |
| AS Sportul 30 Decembrie | Argeșul 30 Decembrie    | 1950             | 1992              | Liga II 6       |
| CS Sportul Snagov       | Damila Măciuca          | 2007             | 2020              | Liga II 3       |
| CS Tunari               | Arsenal Tunari          | 1992             |                   | Liga III 3      |
| CS Unirea Tărlungeni    | -                       | 1983             | 2017              | Liga II 4       |
| FC Victoria Brănești    | -                       | 1968             | 2012              | Liga I 16       |
| AS Voința Snagov        | CS Snagov               | 1997             | 2016              | Liga II 12      |
| FC Voluntari            | -                       | 2010             | -                 | Liga I 9        |

## Județul Lăpușna

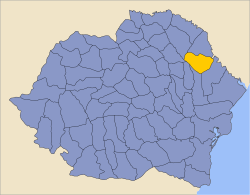

| Nume (în românește)     | Nume Oficial/Inițial | Data Înființării | Data Desființării | Cel mai bun loc |
| ----------------------- | -------------------- | ---------------- | ----------------- | --------------- |
| Fulgerul CFR Chișinău   | -                    | 1920             | 1940              | Liga I SF (3–4) |
| Mihai Viteazul Chișinău | -                    | 1920             | 1940              | Liga I SF (3–4) |

## Județul Maramureș

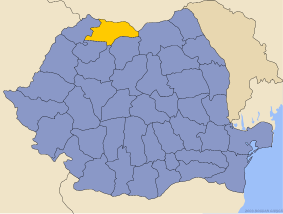

| Nume (în românește)                | Nume Oficial/Inițial       | Data Înființării | Data Desființării | Cel mai bun loc |
| ---------------------------------- | -------------------------- | ---------------- | ----------------- | --------------- |
| ACSF Comuna Recea                  | -                          | 2013             | 2021              | Liga II 14      |
| FC Maramureș Universitar Baia Mare | -                          | 2010             | 2013              | Liga II 11      |
| Minaur Baia Mare                   | CSM Baia Mare              | 1948             | -                 | Liga I 4        |
| Minerul Cavnic                     | -                          | 1934             | 2017              | Liga II 6       |
| Phoenix Baia Mare                  | -                          | 1932             | 2000              | Liga I 5        |
| CIL Sighetu Marmației              | -                          | 1936             | 1991              | Liga II 16      |
| CSM Sighetu Marmației              | Marmația Sighetu Marmației | 1996             | -                 | Liga III 4      |

## Județul Mehedinți

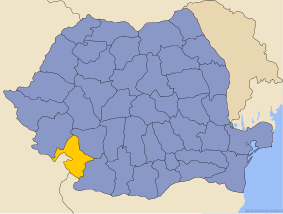

| Nume (în românește)      | Nume Oficial/Inițial | Data Înființării | Data Desființării | Cel mai bun loc |
| ------------------------ | -------------------- | ---------------- | ----------------- | --------------- |
| CS Building Vânju Mare   | -                    | 2013             | 2009              | Liga II 12      |
| FC Drobeta-Turnu Severin | -                    | 1958             | 2011              | Liga II 2       |
| CS Minerul Mehedinți     | CSM Baia Mare        | 1994             | 2015              | Liga III 3      |
| CS Turnu Severin         | CS Gaz Metan Severin | 2007             | 2013              | Liga I 3        |

## Județul Mureș

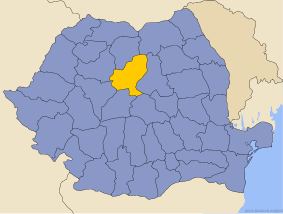

| Nume (în românește)                     | Nume Oficial/Inițial | Data Înființării | Data Desființării | Cel mai bun loc |
| --------------------------------------- | -------------------- | ---------------- | ----------------- | --------------- |
| Asociația Sportivă Ardealul Târgu Mureș | FCM Târgu Mureș      | 2008             | 2018              | Liga I 2        |
| Asociația Sportivă Armata Târgu Mureș   | -                    | 1962             | -                 | Liga I 2        |
| Avântul Reghin                          | Foresta Reghin       | 1949             | 2015              | Liga I 13       |
| FC Gaz Metan Târgu Mureș                | CS Gaz Metan Severin | 2007             | 2013              | Liga III 2      |
| Mureșul Târgu Mureș                     |                      | 1921             | 1964              | Liga I SF (3-4) |
| CS Târgu Mureș                          | ASM Târgu Mureș      | 1944             | 1960              | Liga I 4        |

## Județul Neamț

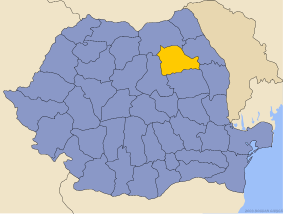

| Nume (în românește)   | Nume Oficial/Inițial | Data Înființării | Data Desființării | Cel mai bun loc |
| --------------------- | -------------------- | ---------------- | ----------------- | --------------- |
| Ceahlăul Piatra Neamț | Ozana Târgu Neamț    | 1974             | -                 | Liga I 4        |
| Ozana Târgu Neamț     | -                    | 1962             | -                 | Liga II 4       |
| CSM Roman             | Laminorul Roman      | 1954             | 2015              | Liga II 5       |

## Județul Olt

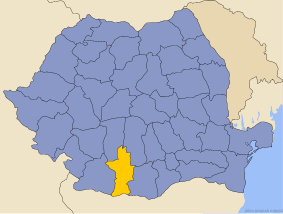

| Nume (în românește)  | Nume Oficial/Inițial | Data Înființării | Data Desființării | Cel mai bun loc |
| -------------------- | -------------------- | ---------------- | ----------------- | --------------- |
| FC Caracal           | Metalul Craiova      | 1949             | 2013              | Liga I 3        |
| FC Olt Scornicești   | Viitorul Scornicești | 1972             | -                 | Liga I 4        |
| FC Olt Slatina       | Alro Slatina         | 2006             | 2015              | Liga II 5       |
| FC Progresul Caracal | Răsăritul Caracal    | 1924             | 2004              | Liga II 13      |
| CSM Slatina          | -                    | 2009             | -                 | Liga II 4       |
| CS Vedița Colonești  | Laminorul Roman      | 1982             | 2015              | Liga III 1      |

## Județul Prahova

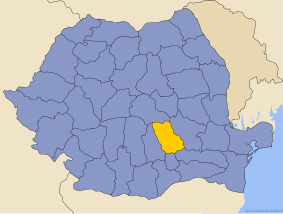

| Nume (în românește)        | Nume Oficial/Inițial  | Data Înființării | Data Desființării | Cel mai bun loc |
| -------------------------- | --------------------- | ---------------- | ----------------- | --------------- |
| CS Brazi                   | Chimia Brazi          | 1968             | -                 | Liga II 17      |
| FCM Câmpina                | Astra Câmpina         | 1936             | 2008              | Liga II 2       |
| AFC Fortuna Poiana Câmpina | Fortuna Brazi         | 2010             | 2015              | Liga I 11       |
| Petrolistul Boldești       | Alro Slatina          | 1947             | -                 | Liga III 2      |
| FC Petrolul Ploiești       | FC Juventus București | 1924             | -                 | Liga I 1        |
| FC Ploiești                | Tricolor Ploiești     | 1922             | 1949              | Liga I 8        |
| FC Prahova Ploiești        | United Ploiești       | 1909             | 2021              | Liga I 1        |
| CSO Tricolorul Breaza      | -                     | 1971             | -                 | Liga II 16      |
| FC Unirea Câmpina          | -                     | 2003             | 2013              | Liga III 3      |

## Județul Sălaj

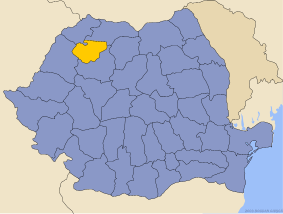

| Nume (în românește)         | Nume Oficial/Inițial         | Data Înființării | Data Desființării | Cel mai bun loc |
| --------------------------- | ---------------------------- | ---------------- | ----------------- | --------------- |
| Armătura Zalău              | Unirea Zalău                 | 1970             | -                 | Liga II 4       |
| Dinamo Zalău                | -                            |                  | -                 | Liga III 14     |
| CS Sportul Șimleu Silvaniei | FC Silvania Șimleu Silvaniei | 2007             | 2008              | Liga III 2      |
| C.S. Zalău                  | -                            |                  | -                 | Liga III 9      |
| FC Zalău                    | -                            | 2005             | 2017              | Liga III 4      |
| SCM Zalău                   | -                            | 2019             | -                 | Liga III 2      |

## Județul Satu Mare

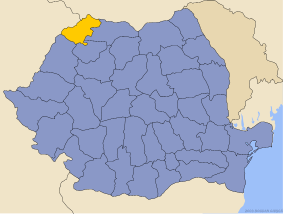

| Nume (în românește)  | Nume Oficial/Inițial                                                        | Data Înființării | Data Desființării | Cel mai bun loc |
| -------------------- | --------------------------------------------------------------------------- | ---------------- | ----------------- | --------------- |
| AS Satu Mare         | Szatmári Sport Egylet(Satu Mare Sport Association)                          | 1920             | -                 | Liga 2 6        |
| AS CFR Satu Mare     | Szatmári Vasutas SE(Satu Mare Railway SE)                                   | 1940             | 1945              | Liga 3 5        |
| ASG Satu Mare        | Szatmári Torna és Vívó Egylet(Satu Mare Gymnastics and Fencing Association) | 1912             | -                 | Liga III 3      |
| Barkochba Satu Mare  | Szatmárnémeti Barkochba                                                     | 1940             | 1941              | Liga 3 5        |
| CSM Satu Mare        | Unirea Zalău                                                                | (2007)2018       | -                 | Liga III 8      |
| FC Olimpia Satu Mare | -                                                                           | 1921             | -                 | Liga I          |
| Năzuința Satu Mare   | Szatmárnémeti Törekvés(Satu Mare Aspiration)                                | 1940             | 1945              | Liga 3 4        |

## Județul Sibiu

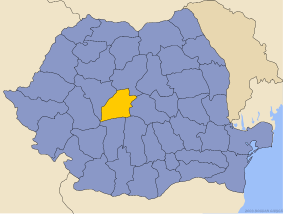

| Nume (în românește)         | Nume Oficial/Inițial                                       | Data Înființării | Data Desființării | Cel mai bun loc             |
| --------------------------- | ---------------------------------------------------------- | ---------------- | ----------------- | --------------------------- |
| Gaz Metan Mediaș            | Karres Mediaș                                              | 1945             | -                 | Liga I 6                    |
| FC Hermannstadt             | -                                                          | 2015             | -                 | Liga I 8                    |
| FC Inter Sibiu              | Independența Sibiu                                         | 1968             | -                 | Liga I 4                    |
| Măgura Cisnădie             | Textila Cisnădie                                           | 1969             | 1941              | Liga 3 2                    |
| FC Sibiu                    | Unirea Zalău                                               | 2003             | 2007              | Liga II 2nd                 |
| Societatea Gimnastică Sibiu | Hermannstädter Turnverein - HATV(Gymnastics Society Sibiu) | (1862)1919       | 1945              | Liga I 2                    |
| Șoimii Sibiu(Falcons Sibiu) | Szatmárnémeti Törekvés(Satu Mare Aspiration)               | 1913             | 2001              | Liga I SF (3-4th), Liga I 7 |
| CSC 1599 Șelimbăr           | Viitorul Șelimbăr                                          | 2016             | -                 | Liga III 1                  |
| CSU Voința Sibiu            | -                                                          | 2007             | 2012              | Liga I 16                   |

## Județul Suceava

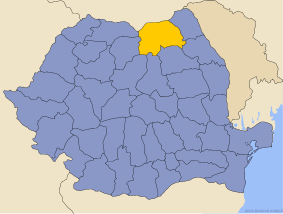

| Nume (în românește)      | Nume Oficial/Inițial                                       | Data Înființării | Data Desființării | Cel mai bun loc |
| ------------------------ | ---------------------------------------------------------- | ---------------- | ----------------- | --------------- |
| CSM Bucovina Rădăuți     | Progresul Rădăuți                                          | 1956             | -                 | Liga III 1      |
| CA Câmpulung Moldovenesc | CS Armata(Army Sports Club)                                | 1948             | 1953              | Liga I 3        |
| FC Cetatea Suceava       | Independența Sibiu                                         | 2004             | 2010              | Liga II 14      |
| Foresta Fălticeni        | Avântul Fălticeni                                          | 1946             | 2003              | Liga I 13       |
| Foresta Suceava          | Locomotiva Ițcani                                          | 2003             | 2007              | Liga II 10      |
| FC Pojorâta              | Hermannstädter Turnverein - HATV(Gymnastics Society Sibiu) | 1950             | 1945              | Liga II 11      |
| ACS Șomuz Fălticeni      | -                                                          | 2010             | 2001              | Liga II 11      |
| ACS Sporting Suceava     | -                                                          | 2008             | -                 | Liga III 5      |
| CSM Suceava              | Progresul Suceava                                          | 1957             | 1997              | Liga I 18       |

## Județul Teleorman

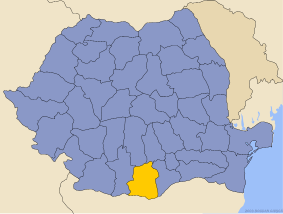

| Nume (în românește)         | Nume Oficial/Inițial  | Data Înființării | Data Desființării | Cel mai bun loc |
| --------------------------- | --------------------- | ---------------- | ----------------- | --------------- |
| CSM Alexandria              | Unirea Alexandria     | 1948             | -                 | Liga II 3       |
| CSM Cetatea Turnu Măgurele  | Chimia Turnu Măgurele | 1962             | -                 | Liga II 9       |
| Turris-Oltul Turnu Măgurele | Voința Saelele        | 1965             | 2021              | Liga II 4       |
| CS Sporting Roșiori         | -                     | 2008             | -                 | Liga III 3      |

## Județul Timiș

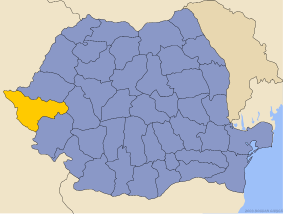

| Nume (în românește)                         | Nume Oficial/Inițial                                        | Data Înființării | Data Desființării | Cel mai bun loc       |
| ------------------------------------------- | ----------------------------------------------------------- | ---------------- | ----------------- | --------------------- |
| Banatul Timișoara                           | -                                                           | 1923             | 1950              | Liga I SF (3-4)       |
| CFR Timișoara                               | Sparta CFR Timișoara                                        | 1933             | -                 | Liga I 2              |
| Chinezul Timișoara                          | Temesvári Kinizsi SE(Timișoara Chinezul Sports Association) | 1910             | 1946              | Liga II 1             |
| CSC Dumbrăvița                              | -                                                           | 2009             | -                 | Liga III 3            |
| Electrica Timișoara                         | -                                                           | 1929             | -                 | Liga III 5            |
| ACS Fortuna Becicherecu Mic                 | -                                                           | 2016             | -                 | Liga III 3            |
| ACS Fortuna Covaci                          | -                                                           | 1973             | 2017              | Liga II 15            |
| Industria Lânii Societate Anonimă Timișoara | -                                                           | 1922             | 1936              | Liga II 1             |
| CSM Lugoj                                   | Vulturii Lugoj                                              | 1920             | -                 | Liga I 7              |
| CS Nuova Mama Mia Becicherecu Mic           | -                                                           | 2002             | 2018              | Liga III 2            |
| ACS Poli Timișoara                          | ACS Recaș                                                   | 2012             | 2021              | Liga I 11th           |
| FC Politehnica Timișoara                    | Societatea Sportiva Politehnica                             | 1921             | Liga I 2          |                       |
| SSU Politehnica Timișoara                   | -                                                           | 2012             | -                 | Liga I 6              |
| ACS Recaș                                   | -                                                           | 1917             | 2012              | Liga II 2             |
| FC Ripensia Timișoara                       | -                                                           | 1928             | -                 | Liga I 1              |
| CA Timișoara                                | -                                                           | 1902             | 1936              | Liga 2 1st, Liga II 6 |
| CAM Timișoara                               | -                                                           | 1936             | 1949              | Liga I 5              |
| Uzinele Mecanice Timișoara                  | UMT                                                         | 1960             | 2008              | Liga I 16             |
| CS Unirea Sânnicolau Mare                   | -                                                           | 1957             | -                 | Liga III 1            |

## Județul Tulcea

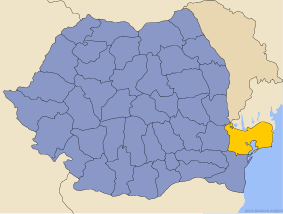

| Nume (în românește) | Nume Oficial/Inițial | Data Înființării | Data Desființării | Cel mai bun loc |
| ------------------- | -------------------- | ---------------- | ----------------- | --------------- |
| FC Delta Tulcea     | -                    | 1973             | -                 | Liga II 1       |
| ACS Săgeata Stejaru | -                    | 1960             | -                 | Liga III 5      |

## Județul Vâlcea

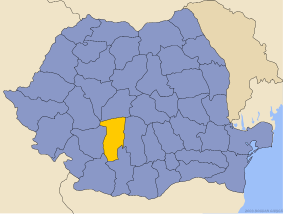

| Nume (în românește)   | Nume Oficial/Inițial | Data Înființării | Data Desființării | Cel mai bun loc |
| --------------------- | -------------------- | ---------------- | ----------------- | --------------- |
| Chimia Râmnicu Vâlcea | -                    | 1946             | 2004              | Liga I 8        |
| ACS Flacăra Horezu    | Minerul Horezu       | 1963             | -                 | Liga III 3      |

## Județul Vaslui

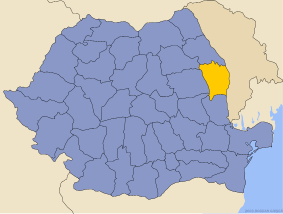

| Nume (în românește) | Nume Oficial/Inițial | Data Înființării | Data Desființării | Cel mai bun loc |
| ------------------- | -------------------- | ---------------- | ----------------- | --------------- |
| AFC Atletico Vaslui | -                    | 2014             | 2004              | Liga III 11     |
| FC Bârlad           | -                    | 2005             | 2009              | Liga III 6      |
| ACS Hușana Huși     | -                    | 1968             | -                 | Liga III 5      |
| CS Sporting Vaslui  | Fotbal Club Vaslui   | 2002             | -                 | Liga I 2        |
| AS Viitorul Vaslui  | Inter Vaslui         | 1976             | 1990              | Liga II 15      |

## Județul Vrancea

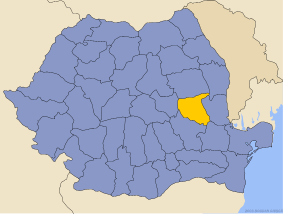

| Nume (în românește) | Nume Oficial/Inițial | Data Înființării | Data Desființării | Cel mai bun loc |
| ------------------- | -------------------- | ---------------- | ----------------- | --------------- |
| CSM Focșani         | Spartac Focșani      | 1953             | -                 | Liga II 16      |